# ジャニス・アラガオ
ジャニス・アラガオ（Janis Aragao、1990年6月12日  - ）は、ブラジル人の日本の女優。本名同じ。
稲川素子事務所所属。

## 略歴
1990年、ブラジル人の両親のもと、ブラジル セアラー州ソブラルに生まれた。ジャニス(Janis)の名前の由来は、父親がアメリカ合衆国のロックシンガー、「ジャニス・ジョプリン(Janis Joplin)」の大ファンで彼女のようになって欲しい、との思いから名付けられたらしい。更に、ジャニス・アラガオのミドルネームは「ジョプリン(Joplin)」との事。ブラジルでの生活が貧しく子供達におもちゃを買うことも靴を買うこともできない状態になったのを機に、母親マリアは29歳の時に、兄、姉、2歳のジャニスとともに、日本へ移住した。その後、日本で生まれた、弟カズも含めて兄弟は、マリア一人の手で育てられた。
2002年、小学校6年生の時に、それまで住んでいた中野区から新宿区に転居し、以降、新宿区に居住している。
2003年、中学校に入学。中学生の時、芸能事務所に入った。入所のきっかけは、ジャニスが小さい頃、テレビ番組「天才てれびくん」に「てれび戦士」として出演していた、ジャスミン（ジャスミン・アレン、ジャスミン・S、Jasmine S）であった。ジャニスはジャスミンが大好きで、6歳の時に兄のCM撮影の現場についていったところ彼女に会えて感激した。ジャニスは彼女の休憩時間に沢山遊んでもらい、大人になったらジャスミンみたいになりたいと思い、中学生の時に芸能事務所に入った。
また、中学時代に、バスケットボール部に所属し、ここで親しい友人に巡り合えた。
2006年、私立日出高等学校に入学し、芸能コースに入った。自身が所属していた芸能コースはもとより、スポーツコースにも親しい友人が出来た。
2009年、大学に入学。学問に専念するため、芸能界の仕事は一旦休んだ。
2013年、大学卒業後、生命保険会社に入社した。芸能界の仕事はせず、会社の仕事に集中し、FP（ファイナンシャル・プランナー）の資格も取得した。
ここで数年間勤務したが、ある人の介護をするため離職した。1年間の介護生活の後、職場復帰は出来ずキャリアの全てを失った。
2017年、テレビ番組「メイドインジャパン 日本を誇りに思えるSP！」への出演をきっかけに芸能活動を本格化し、再現ドラマ(海外ミステリー等)を中心に活動している。
2022年7月、弟カズとラジオ・トーク番組「チューリップフラワー」を、音声配信アプリ「stand.fm(スタンドエフエム)」を使って、立ち上げる。
同年10月、やはり弟カズと、ライブコミュニケーションアプリ「Pococha(ポコチャ)」でライブ配信活動を始める。

## 人物

### 家族
家族は日本とブラジルにいて、9人（死去した姉を含めると10人）兄弟である。
日本の家族
- 母　マリア（Maria Aragao）。1963年生まれ[16]。女優。稲川素子事務所所属[17]。

- 兄　1986年生まれ[18]。

- 姉　2004年死去[19]。

- 弟　カズ（Kazu Aragao）。1997年生まれ[20]。俳優。稲川素子事務所所属[21]。

- 姪　2007年生まれ。ジャニスの家に同居していた。兄の子[22]。

- 甥　2017年生まれ。兄の子[23]。

ブラジルの家族
- 父　2020年死去[24]。

（異母兄弟）
- 姉　1人
- 妹　4人
- 弟　1人

（ジャニスが第二の母）
- 娘　ハイーサ。2003年生まれ[25]。ジャニスが第二の母[注釈 2][26][2][12][13]。

（ジャニスの妹同様だった女の子）
- 家族同様に一緒に暮らしていた、日本でジャニスがベビーシッターをしていたシングルマザーの女の子。2015年生まれ。ジャニスの家にほぼ同居していた。2017年から2019年までほぼ毎日ベビーシッター[27]。2019年に日本を離れ、親族のいるブラジルに移住した[28]。2023年再び日本に住むことになりジャニスと再会を果たした[29]。

### 友人
芸能界にいるジャニスの友人には、
高校の同学年に、
北乃きい、
山本ひかる、
中学の同学年に、フレンズ (バンド)の、ひろせひろせ、
その他、3時のヒロインの、ゆめっち、
などがいる。

### 自己紹介
本人のツイッターの自己紹介には、
「ジャニスアラガオ (テレビマーク)海外再現ミステリー出演...!!(白星マーク)好き(右矢印)サッカー.ドラマ.ゴリラ.アンハサウェイ.マルセロ.フルハウス/(黒星マーク)嫌い(右矢印)ピエロ.牛丼の玉ねぎ.マリオのゲームの海ステージ (ブラジルの国旗)まとめるとただのブラジル人です」
と記載されている。

## 出演

### ドキュメンタリー
- メイドインジャパン 日本を誇りに思えるSP！（2017年1月4日、TBS） - 本人[2][12][13]

### 再現ドラマ
- 奇跡体験!アンビリバボー（フジテレビ）
  - 全米戦慄！18歳美女に降り掛かった悲劇（2016年5月26日） - アリサ 役(主犯の共犯者)[35]
  - イギリスを舞台に起きたアンビリバボーな逃亡劇（2017年3月16日） - サラ・スミス 役(主演、誘拐される大学生)[36][37]
  - 全米騒然！奇跡のスーパーマーケット全記録！（2017年11月9日） - スーパーの従業員 役[38]
  - 愛の喜劇！悲劇!奇跡！バレンタイン2時間SP（2019年2月14日）
    - 赤い糸で結ばれた二人！？ - クリスティ 役(主演)[39][40][41][42][43]

  - 仰天＆奇跡！家族の絆2時間SP（2019年3月14日）
    - 平和な街を襲う悲劇 夫が妻を30年間監禁？ - 裁判の陪審員 役[44][45]

  - 病魔に襲われた妻に舞い降りた奇跡（2019年6月20日） - アシュリー 役(主演)[46]
  - 世紀の大ウソつきスペシャル（2019年8月1日）
    - 下半身不随と嘘をついて、障害年金をもらい続けた男ロベルトの話 - ロベルトの専属介護士 役 [47][48][49]

  - 両親失踪の真相とは!?（2020年3月5日） - 1988年当時のシェリル 役(長女)[50][51]
  - みんなでXマス！ミステリー謎解き3時間SP（2020年12月17日）
    - 靴箱がおこした奇跡 - ジョアナ・マーチャン 役(主演) [43][52][53]

  - 今夜はあなたならどうする？SP（2021年12月16日）
    - クリスマスに起こった奇跡 - エリオットの父の顧客 役 [54]

  - 大逆転SP（2024年2月21日）
    - 緊急通報！911事件簿 生音声が語る戦慄の瞬間 - 911コールセンターのオペレーター 役 [55][56][57][58][59]

  - 真夏の異常気象＆夏の定番スポットに潜むワナ(2024年8月7日)
    - 音楽イベントで狂った女性の運命 - 主人公エヴリンの幼馴染オータム 役 [60][61][62][63]

- 目撃!超逆転スクープ２ 世紀の凶悪監禁犯VS決死の生還劇（2018年11月3日）（フジテレビ）
  - 史上最悪のバスジャック事件 - ジャナイーナ・ネベス 役(人質の大学生)[64][65]

- 日曜THEリアル!（フジテレビ）
  - Dr.ミステリーの事件簿 〜人体のナゾを解け！〜（2020年5月17日）
    - 20年以上“食べ物”に恐怖を感じる女性。その意外な原因とは？ - 主人公、キャンディスの友人 役[66][67]

- 超絶！THE空中サバイバル（フジテレビ）
  - エエ！？機長が消えた…大パニック！爆笑＆驚き映像(2021年2月7日)[68][69]
    - 旅客機のフロントガラスが吹き飛び機長が消えた - 飛行機の乗客 役
    - 前輪が横向き!TV生中継で乗客パニック - 飛行機の乗客 役[43]

- ワールド極限ミステリー（TBSテレビ）
  - 83時間生き埋めから奇跡生還（2019年11月13日）- ルース・シャイア 役(主犯の恋人)[70][71]
  - 12億円ねらうエリート学生強盗団!映画そっくりに完全犯罪の仰天手口（2020年6月3日）- 女子大学生 役[72][73]
  - イェール大学院生殺人事件（2020年9月2日）-  失踪した女性大学院生の友人 役[74][75]
  - 天才少女 VS 凶悪犯！監禁から脱出SP（2020年10月21日）
    - 誘拐犯はなんと連続殺人鬼！17歳少女は生還できるのか！？-  連続殺人犯の過去の犯行シーンでの被害者 役[76][77]

  - 空港ミステリー＆タイタニック号スペシャル（2021年2月3日）[78][79]
    - 上空1万メートルの密室機内で消えた乗客 - 一人で歩けない搭乗者の女性の娘 役(母マリアと共演)
    - タイタニック号沈没！唯一乗船していた日本人の愛と感動の物語 - タイタニック号乗客 役
    - 緊急出産！ - コニー 役(飛行機の客室乗務員。弟カズと共演）[43][80]

  - タイタニック号第3弾！沈没110年目の真実（2021年5月12日） - タイタニック号乗客 役[43][81][82]
  - サッカーがめちゃくちゃ下手なのに26年間もプロサッカー選手だった男…（2021年7月7日） - ナイトクラブの女性 役、サッカー試合の観客 役(母マリア、弟カズと共演)[83][84]
  - 豪華客船・タイタニック号沈没110年目の真実（2023年3月15日） - タイタニック号乗客 役[85]
  - 豪華客船・タイタニック号沈没111年目の真実（2024年1月10日） - タイタニック号乗客 役[86]
  - 謎を見破った CA（2024年4月24日） - 一人で歩けない搭乗者の女性の娘 役(母マリアと共演)[87]

- ワールド犯罪ミステリー（TBSテレビ）
  - オーストラリアで起こった連続少女誘拐監禁事件（2018年12月21日） - 少女のルームメイト 役[88]

- マサカの映像グランプリ（TBSテレビ）
  - 全米騒然！ 謎の失踪事件 カップル2人が姿を消した…（2018年4月4日） - ケイラ 役(主演)[43][89]

- 1番だけが知っている（TBSテレビ）
  - SP 洗脳…暗殺…究極の嫉妬…衝撃！世界の恋愛事件簿SP！（2019年8月19日）
    - ジョディ・フォスターのストーカーがレーガン大統領を銃撃した事件 - ダイアン 役(ストーカー、ジョンの姉)[90][91]

- トリハダ㊙スクープ映像100科ジテン（テレビ朝日）
  - トリハダ!2時間スペシャル!天国VS地獄!奇跡の生還&極悪女（2015年12月20日）
    - 連続保険金殺人妻が実の娘と法廷対決 - アシュリー 役(主演、犯人の娘)[92][43][93]

- 特捜Ｘ実録映像コップ（テレビ朝日）
  - 2歳少女「娘は2時間死んでいた！」プール転落V.S. 母の心臓マッサージ（2019年6月19日） - インディア 役(長女)[94]

- ザ!世界仰天ニュース（日本テレビ）
  - 逃亡961日。殺人犯市橋の真実(2018年3月20日、2021年7月6日再放送） - 被害者のクラスメイトの友人役[95][96]
  - 犬に舐められて命の危機！死者19人・・・犬猫が持つ恐怖の菌（2018年11月20日） - 次女 役[97]

- THE突破ファイル（日本テレビ）
  - 「空港税関」シリーズ(2023年6月29日 - 麻薬密輸を企てる新婚夫婦の妻 役[98][99][100]

- 日曜ビッグバラエティ（テレビ東京）
  - 「世界の仰天詐欺事件！爆笑問題・太田＆東大王・伊沢　巧妙手口を見破れる？」（2020年7月12日）
    - 被害額740億円！スティーブ・ジョブズの再来と呼ばれた美人カリスマ詐欺師 - セラノス社研究員 役[101][102][103]

### バラエティ
- 江頭2:50のピーピーピーするぞ!
  - #216（2018年2月6日、ニコニコ動画 『大川興業大チャンネル』） - 本人[104][105][106][107]

- トコトン掘り下げ隊!生き物にサンキュー!! 『世界のこんな場所にこんなスゴい犬ネコがいたなんてSP！』（2018年2月21日　TBS）[108][109]

- 指原莉乃&ブラマヨの恋するサイテー男総選挙（AbemaTV AbemaSPECIALチャンネル）
  - #51 ＡＶはＨの教科書じゃねえんだぞ！（2018年5月1日） - 本人[110]
  - #81 窓辺でH♡真冬のイチャエロ話（2018年12月11日） -本人[111]

### 音楽番組
- 笑う洋楽展（NHK BSプレミアム）
  - #129　降る降る（2017年6月11日、ロキシー・ミュージックのブライアン・フェリーに扮する）[112]
  - #130　続 マイクは持つもの？立てるもの？（2017年6月18日、デュラン・デュランのアンディ・ヴィケットに扮する）[113]
  - #131　黒髪の女（2017年6月25日、ジョーン・ジェットに扮する）[114]

- SONGS OF TOKYO（2018年1月2日、NHKワールドTV） - 本人[115]

### テレビドラマ
- 拝啓、民泊様。（毎日放送）
  - 第4話　嘘がバレます。（2016年11月14日 毎日放送、2016年11月16日 TBS） 海外からの旅行者 役[116]

### 映画
- 私をくいとめて（2020年12月18日、日活） - 主演(のん)の前に座る飛行機の乗客 役[注釈 3]

### CM
- 長瀬智也CMオリコカード登場篇（2015年11月26日）[116]